# Джокуа, Анна Арсеновна
Анна Арсеновна Джокуа  (15 октября 1947, г. Сухуми, Абхазская АССР) – кандидат  биологических наук, доцент АГУ, заведующая лаборатории физиологии и патологии высшей нервной деятельности НИИЭПиТ АНА. Занималась подготовкой макак для первых четырех полетов обезьян-космонавтов на биоспутниках.
Единственный специалист  в Абхазии, владеющий методом клинического энцефалогического (ЭЭГ) обследования больных.

## Биография
Закончила СШ № 10 им. Н. А. Лакоба.
В 1975 году закончила Кубанского государственного университета в г. Краснодаре.
В 1980 г. окончила целевую аспирантуру Института медико-биологических проблем МЗ СССР (Москва). Кандидатская диссертация на тему «Физиологические эффекты клиностатической гипокинезии обезьян» была защищена в 1987 г.
В ходе работы заведующей лаборатории физиологии и патологии высшей нервной деятельности НИИЭПиТ АНА отбирала животных в возрасте двух-трех лет, небольшого размера, здоровых и сообразительных. Параллельно с отбором обезьян коллектив ученых лаборатории физиологии и патологии высшей нервной деятельности ИЭПиТа исследовал влияние на организм обезьян факторов невесомости: отсутствия двигательной активности и опорной разгрузки. Ученые разработали оригинальные методики, имитирующие условия невесомости, проводили операции по вживлению электродов в сердце, мозг, сосуды и мышцы, обучали обезьян выполнению различных двигательных задач в условиях космического аппарата.
Ведёт педагогическую  работу в АГУ: читает курс лекций по физиологии ВНД, является науч. руководителем аспиранта.

## Область научных интересов
- вопросы космической биологии и медицины,
- ВНД приматов в норме и при некоторых отклонениях,
- возрастные особенности ВНД и их медикаментозная коррекция (ноотропы, гормоны).

## Научный вклад
Исследования Джокуа и ее методические разработки  явились основой научных программ на биоспутниках, за это она была награждена медалью ВДНХ СССР. Ею получены приоритетные данные по изучению влияния стрессорных факторов военного времени на поведение животных, опреативную память и эмоции этих изменений. Ценные сведения получены Джокуа в опытах по изучению ВНД у обезьян различных возрастных групп, , включая «долгожителей» (22–29 лет).
Автор многочисленных публикаций.

## Награды
серебряная медаль ВДНХ СССР (1986)
«Ветеран труда».

## Изданные работы и сочинения
- Методика клиностатической гипокинезии обезьян // Космическая биология и авиакосмическая медицина. 1985, № 5